# Chéronvilliers
Chéronvilliers est une commune française située dans le département de l'Eure en région Normandie.

## Géographie

### Localisation
|                                                              | Bois-Arnault, Les Baux-de-Breteuil | Bémécourt (par un angle)                               |
| Rugles                                                       | Chéronvilliers                     | Verneuil d'Avre et d'Iton (comm. dél. de Francheville) |
| Saint-Martin-d'Écublei (Orne) Saint-Sulpice-sur-Risle (Orne) | Chaise-Dieu-du-Theil               | Bourth                                                 |

### Hydrographie
La commune est située dans le bassin Seine-Normandie. Elle est drainée par le Rouloir, le fossé 01 de l'Étang du Désert, le fossé 01 des Anties, le fossé 01 des Martins, le fossé 03 du Gros Chêne, le fossé de la Cornerie et le Ruel,,.
Le Rouloir, d'une longueur de 49 km, prend sa source dans la commune de Saint-Ouen-sur-Iton et se jette  dans un bras de l'Iton à Glisolles, après avoir traversé 15 communes.

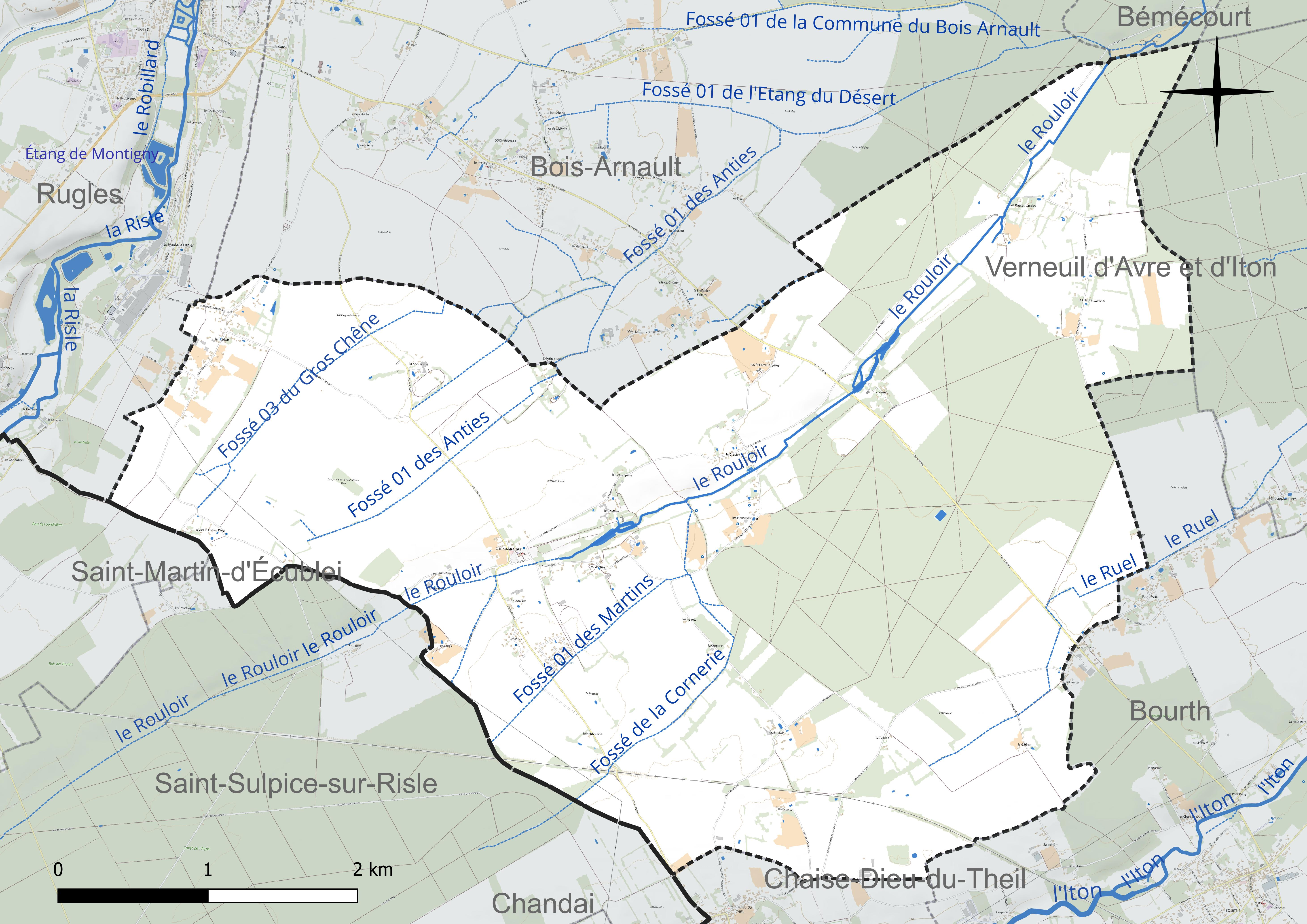
Réseau hydrographique de Chéronvilliers.

### Climat
Pour des articles plus généraux, voir Climat de la Normandie et Climat de l'Eure.
En 2010, le climat de la commune est de type climat océanique dégradé des plaines du Centre et du Nord, selon une étude du CNRS s'appuyant sur une série de données couvrant la période 1971-2000. En 2020, Météo-France publie une typologie des climats de la France métropolitaine dans laquelle la commune est dans une zone de transition entre le climat océanique et le climat océanique altéré et est dans une zone de transition entre les régions climatiques « Sud-ouest du bassin Parisien » et « Normandie (Cotentin, Orne) ». Parallèlement le GIEC normand, un groupe régional d’experts sur le climat, différencie quant à lui, dans une étude de 2020, trois grands types de climats pour la région Normandie, nuancés à une échelle plus fine par les facteurs géographiques locaux. La commune est, selon ce zonage, exposée à un « climat des plateaux abrités », correspondant aux plaines agricoles de l’Eure, avec une pluviométrie beaucoup plus faible que dans la plaine de Caen en raison du double effet d’abri provoqué par les collines du Bocage normand et par celles qui s’étendent sur un axe du Pays d'Auge au Perche.
Pour la période 1971-2000, la température annuelle moyenne est de 10 °C, avec  une amplitude thermique annuelle de 14,3 °C. Le cumul annuel moyen de précipitations est de 728 mm, avec 11,8 jours de précipitations en janvier et 8,2 jours en juillet. Pour la période 1991-2020, la température moyenne annuelle observée sur la station météorologique la plus proche, située sur la commune de L'Aigle à 9 km à vol d'oiseau, est de 10,6 °C et le cumul annuel moyen de précipitations est de 729,7 mm,. Pour l'avenir, les paramètres climatiques de la commune estimés pour 2050 selon différents scénarios d’émission de gaz à effet de serre sont consultables sur un site dédié publié par Météo-France en novembre 2022.

## Urbanisme

### Typologie
Au 1er janvier 2024, Chéronvilliers est catégorisée commune rurale à habitat dispersé, selon la nouvelle grille communale de densité à 7 niveaux définie par l'Insee en 2022.
Elle est située hors unité urbaine et hors attraction des villes,.

### Occupation des sols
L'occupation des sols de la commune, telle qu'elle ressort de la base de données européenne d’occupation biophysique des sols Corine Land Cover (CLC), est marquée par l'importance des territoires agricoles (72,9 % en 2018), une proportion identique à celle de 1990 (72,9 %). La répartition détaillée en 2018 est la suivante : 
terres arables (58,6 %), forêts (27 %), zones agricoles hétérogènes (9,3 %), prairies (5 %), zones urbanisées (0,1 %). L'évolution de l’occupation des sols de la commune et de ses infrastructures peut être observée sur les différentes représentations cartographiques du territoire : la carte de Cassini (XVIIIe siècle), la carte d'état-major (1820-1866) et les cartes ou photos aériennes de l'IGN pour la période actuelle (1950 à aujourd'hui).

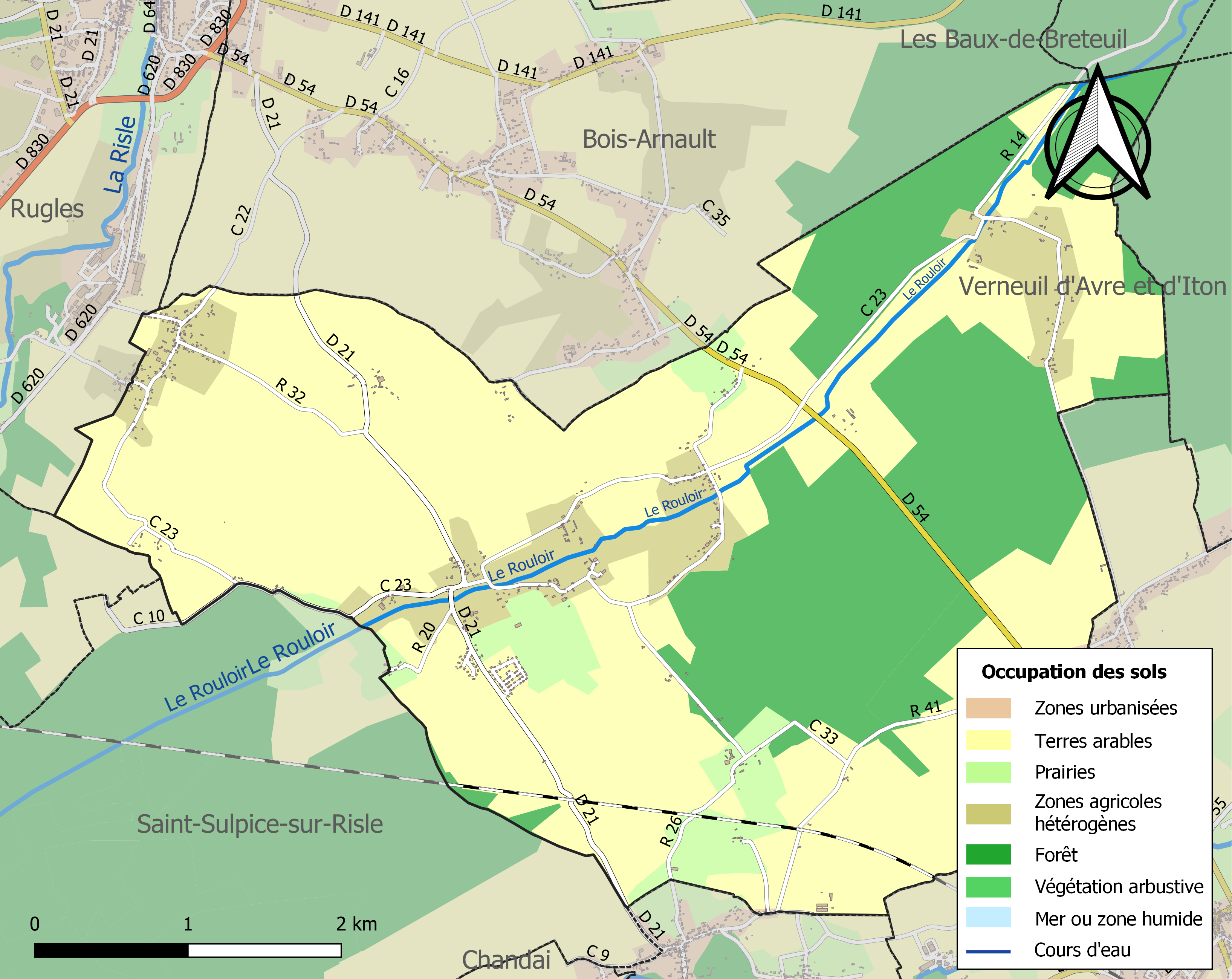
Carte des infrastructures et de l'occupation des sols de la commune en 2018 (CLC).

## Toponymie
Le nom de la localité est attesté sous les formes Cherovilier en 1125, Cheronvillier(cartulaire du Désert) et Cherunviller en 1130 (bulle d’Innocent II), Charunviller en 1209, Cherenvilerium en 1228 (cartulaire de Lyre), Cheronvillier en 1264, Charronvillare en 1305 (charte de Mathieu, évêque d’Évreux), Chéronvillier en 1472.

## Politique et administration
| Période        | Période        | Identité          | Étiquette | Qualité |
| -------------- | -------------- | ----------------- | --------- | ------- |
| 1874           | mai 1884       | QUESNEY Louis     | -         | -       |
| mai 1884       | mai 1892       | CRESPEL Roger     | -         | -       |
| mai 1892       | janvier 1907   | DOREY-COUREL      | -         | -       |
| janvier 1907   | décembre 1919  | RAGOT Jules       | -         | -       |
| décembre 1919  | mai 1925       | CHERVEL André     | -         | -       |
| mai 1925       | mai 1935       | DIACRE Louis      | -         | -       |
| mai 1935       | janvier 1951   | PELERIN Jules     | -         | -       |
| janvier 1951   | mars 1959      | PRIGENT Charles   | -         | -       |
| mars 1959      | septembre 1965 | CLAVREUL Alphonse | -         | -       |
| septembre 1965 | mars 1971      | COTE Armand       | -         | -       |
| mars 1971      | mai 1995       | PRIGENT Daniel    | -         | -       |
| mai 1995       | mars 2008      | GRAVELLE Jacques  | -         | -       |
| mars 2008      | novembre 2019  | TROUSSARD Jacky   | -         | -       |
| mars 2020      | -              | BOUDEYRON Patrice | -         | -       |

« Les Maires de Chéronvilliers depuis 1874 »(Archive.org • Wikiwix • Archive.is • Google • Que faire ?) (consulté le 9 novembre 2008)

## Démographie
L'évolution du nombre d'habitants est connue à travers les recensements de la population effectués dans la commune depuis 1793. Pour les communes de moins de 10 000 habitants, une enquête de recensement portant sur toute la population est réalisée tous les cinq ans, les populations de référence des années intermédiaires étant quant à elles estimées par interpolation ou extrapolation. Pour la commune, le premier recensement exhaustif entrant dans le cadre du nouveau dispositif a été réalisé en 2004.

En 2022, la commune comptait 457 habitants, en évolution de −12,28 % par rapport à 2016 (Eure : −0,25 %, France hors Mayotte : +2,11 %).
| 1793 | 1800 | 1806 | 1821 | 1831 | 1836 | 1841 | 1846 | 1851 |
| ---- | ---- | ---- | ---- | ---- | ---- | ---- | ---- | ---- |
| 800  | 688  | 863  | 768  | 880  | 904  | 842  | 784  | 787  |

| 1856 | 1861 | 1866 | 1872 | 1876 | 1881 | 1886 | 1891 | 1896 |
| ---- | ---- | ---- | ---- | ---- | ---- | ---- | ---- | ---- |
| 743  | 656  | 623  | 566  | 526  | 459  | 477  | 419  | 446  |

| 1901 | 1906 | 1911 | 1921 | 1926 | 1931 | 1936 | 1946 | 1954 |
| ---- | ---- | ---- | ---- | ---- | ---- | ---- | ---- | ---- |
| 462  | 422  | 416  | 411  | 410  | 384  | 374  | 387  | 356  |

| 1962 | 1968 | 1975 | 1982 | 1990 | 1999 | 2004 | 2006 | 2009 |
| ---- | ---- | ---- | ---- | ---- | ---- | ---- | ---- | ---- |
| 343  | 341  | 327  | 379  | 377  | 389  | 429  | 437  | 510  |

| 2014 | 2019 | 2022 | - | - | - | - | - | - |
| ---- | ---- | ---- | - | - | - | - | - | - |
| 520  | 472  | 457  | - | - | - | - | - | - |

## Culture locale et patrimoine

### Lieux et monuments
Chéronvilliers compte un édifice inscrit au titre des monuments historiques :
- L'église Saint-Pierre (XIIIe, XVIe et XIXe)  Inscrit MH (1953)[29].

## Héraldique
| Blason de Chéronvilliers | Blason  | Parti, en 1 de sinople à deux clés d'argent posées en sautoir, au 2, d'azur au lion d'argent au chef de même chargé de deux fasces de gueules aux trois fleurs de lys d'or brochant sur les fasces. . |
| Blason de Chéronvilliers | Détails | Le blasonnement ci dessus est l'officiel figurant dans la délibération du Conseil Municipal. Comportant quelques maladresses en voici une version plus rigoureuse: Parti: au 1) de sinople à deux clés d'argent passées en sautoir; au 2) d'azur au lion d'argent; le tout au chef d'argent chargé de deux fasces de gueules et à trois fleurs de lis d'or brochant sur les fasces. Le texte officiel spécifie que toutes reproductions officielles ou privées devront se conformer au texte héraldique (ce qui est normal) et les représentations graphiques être conformes à l'épure au trait jointe à la présente déliberation (ce qui totalement contraire au principe du blason, et que donc, nous ne suivont pas). Création J-F Binon. Adopté le 10 mars 2023. |